# Nazionale maschile di baseball del Belgio
La nazionale maschile di baseball belga rappresenta il Belgio nelle competizioni internazionali, come i campionati europei di baseball o il campionato mondiale di baseball organizzato dalla International Baseball Federation. Non ha mai preso parte ai Giochi Olimpici, ai World Baseball Classics o alla Coppa Intercontinentale, ma a livello europeo può vantare il terzo posto nel medagliere globale dei campionati europei con un successo, due secondi posti e sei medaglie di bronzo. Davanti al Belgio solo le irraggiungibili nazionali di Paesi Bassi e Italia che insieme hanno conquistato 29 delle 31 edizioni finora disputate dei campionati europei.

## Piazzamenti

### Campionato mondiale di baseball
- 1978 : 11°
- 1986 : 12°

### Campionati europei di baseball
- 1954 :  3°
- 1955 :  2°
- 1956 :  2°
- 1957 : 5°
- 1958 : 4°
- 1960 : non qualificata
- 1962 : 4°
- 1964 : non qualificata
- 1965 : non qualificata
- 1967 :  1°

- 1969 : 5°
- 1971 : 4°
- 1973 : 4°
- 1975 : non qualificata
- 1977 :  3°
- 1979 :  3°
- 1981 : 4°
- 1983 :  3°
- 1985 :  3°
- 1987 : 4°

- 1989 : 6°
- 1991 : 5°
- 1993 : 6°
- 1995 :  3°
- 1997 : 6°
- 1999 : 6°
- 2001 : 9°
- 2003 : 11°
- 2005 : non qualificata
- 2007 : non qualificata

- 2010 : 10°
- 2012 : 9°
- 2014 : 7°
- 2016 : 6°